# Robert Gumny
Robert Krzysztof Gumny (Poznań, 4 juni 1998) is een Pools voetballer die doorgaans speelt als rechtsback. In juli 2025 verruilde hij FC Augsburg voor Lech Poznań. Gumny maakte in 2020 zijn debuut in het Pools voetbalelftal.

## Clubcarrière
Gumny speelde in de jeugdopleiding van Lech Poznań en maakte ook zijn debuut bij die club. Op 19 maart 2016 werd door twee treffers van Nemanja Nikolić met 0–2 verloren van Legia Warschau. Gumny mocht in de blessuretijd invallen voor Tomasz Kędziora. In januari 2017 werd de vleugelverdediger voor een halfjaar op huurbasis overgenomen door Podbeskidzie. Op het tweede niveau speelde Gumny veertien wedstrijden, waarin hij tweemaal tot scoren kwam. Na zijn terugkeer bij Lech Poznań kreeg hij een vaste rol in het eerste elftal.
In september 2020 tekende Gumny een vijfjarig contract bij FC Augsburg in de Bundesliga. De Duitse club betaalde circa twee miljoen euro voor hem. Na vijf seizoenen liep zijn verbintenis af en keerde Gumny terug bij Lech Poznań, waar hij voor twee jaar tekende.

## Clubstatistieken
| Seizoen | Club           | Competitie  | Competitie | Competitie | Beker | Beker | Internationaal | Internationaal | Totaal | Totaal |
| Seizoen | Club           | Competitie  | Wed.       | Dlp.       | Wed.  | Dlp.  | Wed.           | Dlp.           | Wed.   | Dlp.   |
| ------- | -------------- | ----------- | ---------- | ---------- | ----- | ----- | -------------- | -------------- | ------ | ------ |
| 2015/16 | Lech Poznań    | Ekstraklasa | 4          | 0          | 1     | 0     | —              | —              | 5      | 0      |
| 2016/17 | Lech Poznań    | Ekstraklasa | 6          | 0          | 2     | 0     | —              | —              | 8      | 0      |
| 2016/17 | → Podbeskidzie | I liga      | 14         | 2          | 0     | 0     | —              | —              | 14     | 2      |
| 2017/18 | Lech Poznań    | Ekstraklasa | 33         | 0          | 0     | 0     | 5              | 0              | 38     | 0      |
| 2018/19 | Lech Poznań    | Ekstraklasa | 19         | 1          | 1     | 0     | 0              | 0              | 20     | 1      |
| 2019/20 | Lech Poznań    | Ekstraklasa | 21         | 1          | 2     | 0     | —              | —              | 23     | 1      |
| 2020/21 | Lech Poznań    | Ekstraklasa | 1          | 0          | 1     | 0     | 1              | 0              | 3      | 0      |
| 2020/21 | FC Augsburg    | Bundesliga  | 24         | 1          | 2     | 0     | —              | —              | 26     | 1      |
| 2021/22 | FC Augsburg    | Bundesliga  | 28         | 0          | 2     | 0     | —              | —              | 30     | 0      |
| 2022/23 | FC Augsburg    | Bundesliga  | 29         | 1          | 1     | 0     | —              | —              | 30     | 1      |
| 2023/24 | FC Augsburg    | Bundesliga  | 13         | 0          | 0     | 0     | —              | —              | 13     | 0      |
| 2024/25 | FC Augsburg    | Bundesliga  | 7          | 0          | 0     | 0     | —              | —              | 7      | 0      |
| 2025/26 | Lech Poznań    | Ekstraklasa | 0          | 0          | 0     | 0     | 0              | 0              | 0      | 0      |
| Totaal  | Totaal         | Totaal      | 199        | 6          | 12    | 0     | 6              | 0              | 217    | 6      |

Bijgewerkt op 3 juli 2025.

## Interlandcarrière
Gumny maakte zijn debuut in het Pools voetbalelftal op 11 november 2020, toen met 2–0 gewonnen werd van Oekraïne door doelpunten van Krzysztof Piątek en Jakub Moder. Gumny mocht van bondscoach Jerzy Brzęczek in de basis beginnen en werd twaalf minuten voor het einde van de wedstrijd gewisseld ten faveure van Bartosz Bereszyński. De andere debutant dit duel was Przemysław Płacheta (Norwich City).
In oktober 2022 werd Gumny door bondscoach Czesław Michniewicz opgenomen in de Poolse voorselectie voor het WK 2022. Drie weken later werd hij ook opgenomen in de definitieve selectie. Tijdens dit WK werd Polen door Frankrijk uitgeschakeld in de achtste finales nadat in de groepsfase was gelijkgespeeld tegen Mexico, gewonnen van Saoedi-Arabië en verloren van Argentinië. Gumny kwam niet in actie. Zijn toenmalige clubgenoten Carlos Gruezo (Ecuador) en Rubén Vargas (Zwitserland) waren ook actief op het toernooi.
| Interlands van Robert Gumny voor Polen | Interlands van Robert Gumny voor Polen | Interlands van Robert Gumny voor Polen | Interlands van Robert Gumny voor Polen | Interlands van Robert Gumny voor Polen | Interlands van Robert Gumny voor Polen | Interlands van Robert Gumny voor Polen |
| №                                      | Datum                                  | Wedstrijd                              | Uitslag                                | Competitie                             | Goals                                  |                                        |
| Als speler bij FC Augsburg             | Als speler bij FC Augsburg             | Als speler bij FC Augsburg             | Als speler bij FC Augsburg             | Als speler bij FC Augsburg             | Als speler bij FC Augsburg             | Als speler bij FC Augsburg             |
| -------------------------------------- | -------------------------------------- | -------------------------------------- | -------------------------------------- | -------------------------------------- | -------------------------------------- | -------------------------------------- |
| 1                                      | 11 november 2020                       | Polen – Oekraïne                       | 2 – 0                                  | Vriendschappelijk                      |                                        |                                        |
| 2                                      | 9 oktober 2021                         | Polen – San Marino                     | 5 – 0                                  | WK 2022 kwalificatie                   |                                        |                                        |
| 3                                      | 8 juni 2022                            | België – Polen                         | 6 – 1                                  | Nations League 2022/23                 |                                        |                                        |
| 4                                      | 25 september 2022                      | Wales – Polen                          | 0 – 1                                  | Nations League 2022/23                 |                                        |                                        |
| 5                                      | 16 november 2022                       | Polen – Chili                          | 1 – 0                                  | Vriendschappelijk                      |                                        |                                        |
| 6                                      | 24 maart 2023                          | Tsjechië – Polen                       | 3 – 1                                  | EK 2024 kwalificatie                   |                                        |                                        |

Bijgewerkt op 3 juli 2025.